# تسوتوواتس
تسوتوواتس (به صربی: Cvetovac) یک منطقهٔ مسکونی در صربستان است که در لازارواتس واقع شده‌است. تسوتوواتس ۹٫۳۷ کیلومتر مربع مساحت و ۱۳۹ نفر جمعیت دارد و ۸۴ متر بالاتر از سطح دریا واقع شده‌است.